# バリー・エバンス
バリー・エバンス（Barry Evans、1943年6月18日 - 1997年2月9日）はイギリスの俳優である。 

## 人物
イギリスのサリー州ギルフォード生まれ。日本では「茂みの中の欲望」で知られるが、日本に入ってくる映画が非常に少なく一発屋の印象も拭えないが、イギリスでは脇役俳優などで映画やテレビドラマ中心に活躍していた。

## 出演作
- 『茂みの中の欲望』（1967）
- 『インモラル・ドクター／セックス治療大混乱』（1975）
- 『Mind Your Language』（1977 - 1979、シットコム）